# Durringtonia paludosa
Durringtonia paludosa là một loài thực vật có hoa trong họ Thiến thảo. Loài này được R.J.F.Hend. & Guymer mô tả khoa học đầu tiên năm 1985.